# Bioconductor
Bioconductor je bioinformatický software vyvinutý pro analýzu velkoobjemových genomických dat. Jedná se o nástavbu využívající programovací jazyk R, která je, stejně jako R, open-source s možností vytvoření vlastních uživatelsky specifických balíčků (packages), kterých bylo (k únoru 2018) dostupných celkem 1473. Každý rok vychází dvě nové verze Bioconductoru, na kterých spolupracuje široká uživatelská komunita.

## Využití
K nejčastějšímu využití softwaru Bioconductor patří analýza genové exprese (microarray), manipulace s DNA a RNA sekvenčními daty (např. anotace, variant calling), vyhodnocování dat z průtokové cytometrie, dále se využívá i v epigenetice (metylace, vazba transkripčních faktorů) nebo proteomice s důrazem na možnosti zpracování velkého množství dat získaného např. sekvenováním nové generace nebo již zmíněnou průtokovou cytometrií.

## Dokumentace a workflow
Kromě dokumentace s popisem funkcí jednotlivých balíčků existuje ke každému z nich také soubor s příklady k vyzkoušení. Dokumentace i testovací soubor jsou umístěné ve složce „doc“ daného balíčku. K nejčastěji využívaným analýzám byla vytvořena specifická workflow – metodický postup provádějící uživatele analýzou dat od jejich importování až po finální výsledky s využitím vhodných balíčků Bioconductoru. Některé postupy jsou dokonce zveřejněné ve formě videí na portálu YouTube. Další manuály a možnosti využití softwaru Bioconductor jsou zveřejněny např. na stránkách Kalifornské univerzity nebo laboratoře EMBL. V případě problémů je možné také využít stránky poskytující uživatelskou podporu projektu.

## Balíčky
Většina komponent softwaru Bioconductor sestává z bioinformatických balíčků pro programovací jazyk R uchovávaných na vlastním repozitáři. Balíčky se specializují na práci s velkým množstvím biologických dat, typicky genomických nebo microarray dat. Oproti R má Bioconductor vlastní metodu pro stahování balíčků – používají se příkazy:
```
source
(
"https://bioconductor.org/biocLite.R"
)

biocLite
(
c
(
"název balíčku"
))

```

místo příkazu využívaného v programu R:
```
install.packages
(
"název balíčku"
)

```